# Пурело (Перуђа)
Пурело је насеље у Италији у округу Перуђа, региону Умбрија.
Према процени из 2011. у насељу је живело 622 становника. Насеље се налази на надморској висини од 491 м.